# Antipas
Antipas è una municipalità di terza classe delle Filippine, situata nella Provincia di Cotabato, nella Regione del Soccsksargen.
Antipas è formata da 13 baranggay:
- B. Cadungon
- Camutan
- Canaan
- Datu Agod
- Dolores
- Kiyaab
- Luhong
- Magsaysay
- Malangag
- Malatab
- Malire
- New Pontevedra
- Poblacion